# Urie Bronfenbrenner
Urie Bronfenbrenner (1917–2005) – amerykański psycholog pochodzenia rosyjskiego. Stworzył ekologiczną teorię systemów (ang. ecological systems theory), zgodnie z którą rozwój człowieka nie zachodzi nigdy w izolowanych warunkach, lecz osadzony jest w szerszym kontekście relacji z innymi ludźmi w ramach rodziny, grupy przyjaciół, środowiska szkolnego, sąsiedzkiego i społeczeństwa jako całości.

## Ekologiczna teoria systemów
Będąc dzieckiem Bronfenbrenner często miał okazję usłyszeć od swojego ojca (który był z zawodu neuropatologiem) o współzależności pomiędzy żywymi organizmami i ich środowiskiem życia. Te konkretne przykłady były dla niego punktem wyjścia opracowania teorii ekologicznego rozwoju człowieka oraz inspiracją w ramach badań międzykulturowych, prowadzonych przez niego w Europie, w Chinach, Związku Radzieckim czy Izraelu. Rozwój człowieka, zgodnie z jego teorią, jest trwałą zmianą w sposobie postrzegania oraz radzenia sobie ze środowiskiem własnego życia. Dziecko jest dynamiczną jednostką, która z czasem coraz mocniej wchodzi w środowisko i dokonuje jego przemian, jednocześnie same zmienia się pod wpływem tego środowiska.
Bronfenbrenner podzielił cały system ekologiczny, w którym zachodzi rozwój człowieka, na pięć podsystemów zorganizowanych społecznie: 1) mikrosystem, 2) mezosystem, 3) egzosystem, 4) makrosystem i 5) chronosystem.

## Dzieła
- Two Worlds of Childhood: US and USSR (1970)
- Influences on Human Development(1975)
- The Ecology of Human Development: Experiments by Nature and Design(1979)
- The State of Americans: This Generation and the Next (współautor, 1996)
- Making Human Beings Human: Bioecological Perspectives on Human Development(2005)